# District de Parry Sound
Parry Sound District est un district et une Division de recensement dans le Nord-est de l'Ontario dans la province de l'Ontario.

## Subdivisions
- Powassan
- Kearney
- Parry Sound
- Magnetawan
- Nipissing
- Burk's Falls
- South River
- Sundridge